# وقواقية

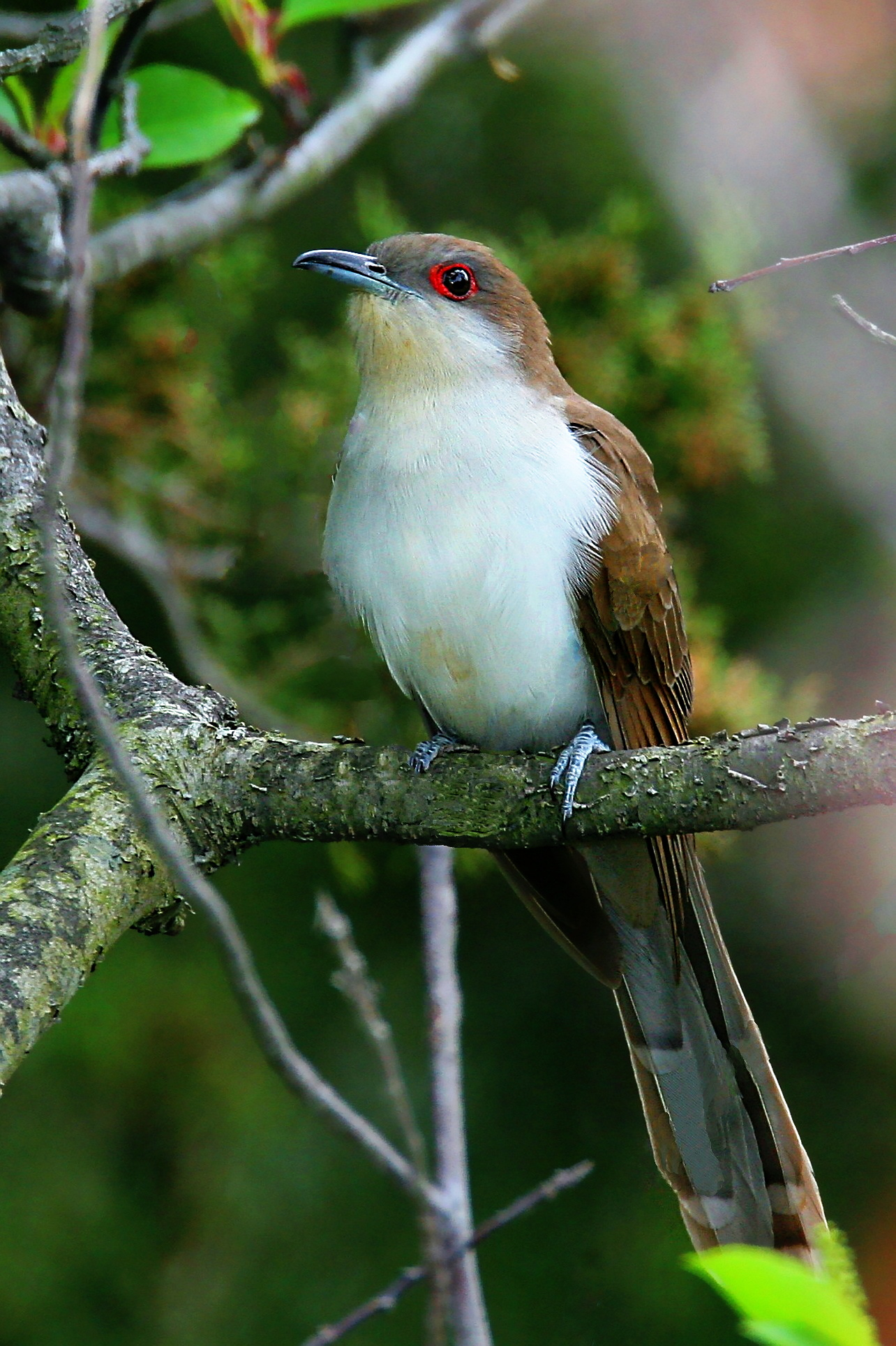
طائر الوقواق ذو المنقار الأسود

الوَقْوَاقِيَّة (باللاتينية: Cuculidae) هي فصيلة من الطيور تنتمي إلى رتبة واقواقيات، بينهما قرابة وتنتشر في أغلب أنحاء العالم، ويبلغ عدد أنواعها 26 نوع تقريبا. يسمى الواحد من أعضاء هذه الفصيلة بالوَقْوَاق أو الوَقْوَق.

## الشكل الخارجي
لهذه الطيور مناقير طويلة نوعاً ما، ومقوسة قليلاً، وتختلف عن معظم الطيور في أن إثنتين من أصابعها تتجهان للأمام والاثنتين الأخرى ين تتجهان للخلف. ويصل طول طائر الوقواق الشائع الذي يقطن العالم القديم إلى حوالي 30 سم، وله في كل من الذكور والإناث صدور بيضاء اللون، وعليها أشرطة داكنة اللون ؛ وتكون رؤوس الذكور وظهورها رمادية اللون، أما الإناث فإن رؤوسها وظهورها تكون رمادية أو بنية.

## التوزيع والمواطن
يوجد وقواق العالم القديم الشائع في كل أنحاء أوروبا، ومعظم آسيا، وفي أفريقيا جنوب الصحراء الكبرى.

## السلوك
تميل طيور الوقواق للتغذي على اليساريع ( جمع يسروع، وهو يرقة الفراشات وأبو دقيق؛ ومن أمثلة اليساريع دودة القز ودودة ورق القطن )، بما في ذلك اليساريع سامة الشعيرات التي لا تأكلها الطيور الأخرى.
طائر الوقواق الشائع لا يهتم برعاية صغاره مثل الكثير من أنواع الوقواق الأخرى في العالم القديم، وهو يضع بيضه في عش طائر آخر ويتركه يفقس ليتولى الآخر رعايته. ويكتمل تكوين بيضة الوقواق بسرعة كبيرة، وعادة تكون أول ما يفقس من البيض. ويأخذ فرخ الوقواق الحديث الفقس في التنقل داخل العش؛ حتى يتلامس الجزء الغائر الموجود في ظهره مع بيضة أخرى أو فرخ صغير، وعندئذ يتسلق الوقواق جوانب العش برجليه القويتين، ويقذف بالبيض والأفراخ الأخرى إلى خارج العش. ويظل فرخ طائر الوقواق يكرر هذه الحركة؛ حتى يخلو العش تماماً من سائر البيض والأفراخ، ويبقى فرخ الوقواق وحده ليتلقى كل الغذاء الذي
يجلبه أبواه البديلان.

## التصنيف
- Subfamily وقواقاوات
  - جنس : Eocuculus ، Eocuculus
  - جنس : كوكو أرقط ، Clamator
  - جنس : Pachycoccyx ، Pachycoccyx
  - جنس : كوكو ، Cuculus
  - جنس : Cercococcyx ، Cercococcyx
  - جنس : وقواق كستنائي ، Cacomantis
  - جنس : وقواق برونزي ، Chrysococcyx
  - جنس : Rhamphomantis ، Rhamphomantis
  - جنس : Surniculus ، Surniculus
  - جنس : Caliechthrus ، Caliechthrus
  - جنس : Microdynamis ، Microdynamis
  - جنس : زعاق ، Eudynamys
  - جنس : Scythrops ، Scythrops
- Subfamily ملاكوهاوات
  - جنس : Ceuthmochares ، Ceuthmochares
  - جنس : مالكوها رافلز ، Rhinortha
  - جنس : ملاكوهاوات ، Phaenicophaeus
  - جنس : عصعوص رسغي ، Carpococcyx
  - جنس : كوا ، Coua
- Subfamily Coccyzinae[8] – American cuckoos
  - جنس : عصعوص ، Coccyzus
  - جنس : Coccycua ، Coccycua
  - جنس : Piaya ، Piaya
- Subfamily طيور جديدة الشكل
  - جنس : عصعوص حديث ، Neococcyx
  - جنس : وقواق مخطط ، Tapera
  - جنس : عصعوص عداء ، Dromococcyx
  - جنس : وقواق أرضي صغير ، Morococcyx
  - جنس : جواب ، Geococcyx
  - جنس : حديث الشكل ، Neomorphus
- Subfamily كوكال
  - جنس : كوكال ، Centropus
- Subfamily Crotophaginae
  - جنس : Crotophaga ، Crotophaga
  - جنس : Guira ، Guira